# Sukosari (Belitang)
Sukosari is een bestuurslaag in het regentschap Ogan Komering Ulu van de provincie Zuid-Sumatra, Indonesië. Sukosari telt 2125 inwoners (volkstelling 2010).